# HD 203439
HD 203439，又名BD+32 4134，SAO 71237、HR 8169，是一颗恒星，视星等为6.04，位于銀經79.8，銀緯-12.15，其B1900.0坐标为赤經21h 17m 9.1s，赤緯+32° -12.15′ 16″。